# Гаттон (Вашингтон)
Гаттон (англ. Hatton) — місто (англ. town) в США, в окрузі Адамс штату Вашингтон. Населення — 79 осіб (2020).

## Географія
Гаттон розташований за координатами 46°46′25″ пн. ш. 118°49′39″ зх. д. / 46.77361° пн. ш. 118.82750° зх. д. (46.773553, -118.827588).  За даними Бюро перепису населення США в 2010 році місто мало площу 0,97 км², уся площа — суходіл.

### Клімат
| Клімат : Гаттон         | Клімат : Гаттон | Клімат : Гаттон | Клімат : Гаттон | Клімат : Гаттон | Клімат : Гаттон | Клімат : Гаттон | Клімат : Гаттон | Клімат : Гаттон | Клімат : Гаттон | Клімат : Гаттон | Клімат : Гаттон | Клімат : Гаттон | Клімат : Гаттон |
| Показник                | Січ.            | Лют.            | Бер.            | Квіт.           | Трав.           | Черв.           | Лип.            | Серп.           | Вер.            | Жовт.           | Лист.           | Груд.           | Рік             |
| Абсолютний максимум, °C | 17,2            | 24,4            | 28,9            | 37,2            | 38,3            | 41,7            | 44,4            | 45,6            | 38,9            | 32,2            | 23,9            | 19,4            | 45,6            |
| Середній максимум, °C   | 2,0             | 6,3             | 12,4            | 17,8            | 22,8            | 27,2            | 32,4            | 31,4            | 25,7            | 17,8            | 8,3             | 2,9             | 17,3            |
| Середній мінімум, °C    | −5,3            | −2,6            | 0,0             | 2,3             | 5,8             | 9,3             | 12,5            | 11,8            | 7,8             | 3,0             | −0,9            | −3,8            | 3,3             |
| Абсолютний мінімум, °C  | −33,3           | −34,4           | −14,4           | −11,7           | −6,1            | −2,2            | −0,6            | −0,6            | −7,2            | −15,6           | −24,4           | −33,9           | −34,4           |
| Норма опадів, мм        | 28              | 23              | 23              | 19              | 20              | 18              | 7               | 9               | 12              | 22              | 34              | 35              | 250             |
| Днів з опадами          | 9               | 8               | 8               | 6               | 6               | 5               | 2               | 2               | 4               | 7               | 10              | 10              | 77,0            |
| ----------------------- | --------------- | --------------- | --------------- | --------------- | --------------- | --------------- | --------------- | --------------- | --------------- | --------------- | --------------- | --------------- | --------------- |
| Джерело:                |                 |                 |                 |                 |                 |                 |                 |                 |                 |                 |                 |                 |                 |

## Демографія
Згідно з переписом 2010 року, у місті мешкала 101 особа в 34 домогосподарствах у складі 24 родин. Густота населення становила 105 осіб/км².  Було 40 помешкань (41/км²).
Расовий склад населення:
| - 51,5 % — білих - 5,0 % — корінних американців - 35,6 % — осіб інших рас |

До двох чи більше рас належало 7,9 %. Частка іспаномовних становила 49,5 % від усіх жителів.
За віковим діапазоном населення розподілялося таким чином: 30,7 % — особи молодші 18 років, 62,4 % — особи у віці 18—64 років, 6,9 % — особи у віці 65 років та старші. Медіана віку мешканця становила 40,5 року. На 100 осіб жіночої статі у місті припадало 77,2 чоловіків;  на 100 жінок у віці від 18 років та старших — 84,2 чоловіків також старших 18 років.
Середній дохід на одне домашнє господарство  становив 48 297 доларів США (медіана — 26 406), а середній дохід на одну сім'ю — 58 195 доларів (медіана — 30 417). Медіана доходів становила 31 875 доларів для чоловіків та 30 938 доларів для жінок. За межею бідності перебувало 12,2 % осіб, у тому числі 0,0 % дітей у віці до 18 років та 0,0 % осіб у віці 65 років та старших.
Цивільне працевлаштоване населення становило 26 осіб. Основні галузі зайнятості: виробництво — 46,2 %, мистецтво, розваги та відпочинок — 15,4 %, оптова торгівля — 11,5 %, публічна адміністрація — 11,5 %.